# Quake III: Team Arena
Quake III: Team Arena — компьютерная игра, дополнение к игре Quake III Arena в жанре многопользовательского шутера от первого лица, разработанная компанией id Software в 2000 году. Включает в себя несколько десятков новых карт, 3 новых режима сетевой игры и оружия, основное нововведение, как следует из названия, режимы командной игры.
В 2010 году вышел бесплатный порт для браузеров под названием Quake Live, с контентом из «Team Arena».

## Игровой процесс
В целом, игровой процесс игры аналогичен предшествующей игре, «Quake 3: Arena», за исключением некоторых элементов, которые появились в данном дополнении.

### Новое оружие
- Чейнган (Chaingun) — это шестиствольный пулемет. Обладает высокой скорострельностью и большой убойной силой. Не применяется на дальних дистанциях. Хорошая пушка для защиты флага или черепа.
- Неилган (Nailgun) — это более мощный аналог дробовика. Вместо пуль используются гвозди.
- Prox Launcher — альтернатива Grenade Launcher. Выбрасывает магнитные мины, которые взрываются при приближении к ним врага. Есть возможность легко расстреливать вражеские мины на расстоянии, поэтому эффективность мины прямо зависит от грамотности её установки.

### Новые режимы сетевой игры
- One flag CTF — цель этого режима — захватить флаг, который располагается в центре карты, и принести его на вражескую базу. Если вы или ваш враг потеряет флаг, и кто-нибудь поднимет флаг, он не вернётся в центр карты, а будет с тем, кто его поднял.
- Harvester — задача команд — убивать своих врагов, подбирать черепа (1 враг = 1 череп) убитых в центре карты и относить на базу врага. Если игрок подбирает черепа своих товарищей по команде, то они просто исчезают для вражеской команды.
- Overload — в данном режиме целью команд является уничтожение вражеского обелиска, обелиск имеет 2500 HP и регенерацию 15 HP в секунду. На некоторых малых картах устанавливается защитное зеркало около обелиска, чтобы враги не смогли уничтожать вражеские обелиски со своих баз.

### Новые руны
Руна — это предмет, который временно или до смерти игрока увеличивает параметры игрока. Также бывают руны, добавляющие новые возможности, например, телепортация игрока в точку респауна. В дополнении Team Arena руны играют роль выбора класса игрока. Некоторые классы добавляют новые возможности, убирая другие возможности.
- Scout — увеличивает скорость передвижения и стрельбы в 2 раза. Полезный класс для режима CTF, но не позволяет носить броню.
- Guard — здоровье и броня увеличивается до 200. Здоровье регенерируется само по себе.
- Doubler — аналог Quad Damage, но увеличивает урон оружия в два раза. Эффект может дополняться при взятии Quad Damage.
- Ammo-regen — патроны восстанавливаются автоматически для каждого оружия имеющегося у игрока. Скорость и урон от оружия ненамного увеличивается.
- Kamikaze — переносная чёрная дыра, убивает всех на своём пути. Игрок, взявший Kamikaze, может активировать в любой момент, сам он при этом погибнет, но товарищей по команде отбросит назад, если не включён Friendly Fire.
- Invulnerability — при активации вокруг игрока создаётся энергетическое поле, делающее его неуязвимым. В этом режиме дается возможность стрелять по врагам, но нет возможности передвигаться. Действует 15 секунд, но этот предмет не спасает, если по игроку в момент активации попадают мины, которые могут разорвать его на куски.

Также было добавлено 13 новых моделей игрока.

## Оценки
| Сводный рейтинг | Сводный рейтинг |
| Агрегатор       | Оценка          |
| --------------- | --------------- |
| GameRankings    | 73,98 %         |